# Seven Miles from Alcatraz
Seven Miles from Alcatraz is een Amerikaanse dramafilm uit 1942 onder regie van Edward Dmytryk.

## Verhaal
Na de aanval op Pearl Harbor vrezen de gedetineerden van Alcatraz voor een aanval op hun gevangenis. Twee gevangenen ondernemen uit wanhoop een ontsnappingspoging. Zo belanden ze op een klein eiland met een vuurtoren dat wordt gebruikt door de nazi's.

## Rolverdeling
| Acteur           | Personage        |
| ---------------- | ---------------- |
| James Craig      | Champ Larkin     |
| Bonita Granville | Anne Porter      |
| Frank Jenks      | Jimbo            |
| Cliff Edwards    | Stormy           |
| George Cleveland | Kapitein Porter  |
| Erford Gage      | Paul Brenner     |
| Tala Birell      | Barones          |
| John Banner      | Fritz Weinermann |
| Otto Reichow     | Max              |